# سرهنگ
سرهنگ یکی از درجات نیروهای مسلح است که بالاتر از سرهنگ دوم و پایین‌تر از سرتیپ دوم می‌باشد. در دوران قاجار، این درجه را «کلنل» می‌نامیدند که واژه‌ای فرانسوی بود. درجهٔ سرهنگ را در فارسی افغانستان دگروال می‌گویند که در اصل یک واژه پشتو است.

## واژه‌شناسی
سرهنگ یکی از کهن‌ترین اصطلاحات نظامی فارسی است که در پارسی میانه «sarhang» و در پارسی باستان «-sara-θang*» بوده که آن همکردی از دو واژه: «-sara*» «سر» و «-θang√» «کشیدن، هنجیدن، آهیختن» لفظاً به معنای «پیش‌کشنده، پیش‌برندهٔ  لشکر» است. این واژه در زبان‌های پارسی میانه و سغدی هم به معنای «سردار، سرور، فرمانده، سرهنگ» به کار می‌رفته‌است.
«سرهنگ» در فارسی دری به معنای مطلق «فرمانده و سردار» به کار می‌رفته که در «شاهنامه» فردوسی و «تاریخ بیهقی» آورده شده و در سپاه سامانیان و غزنویان یکی از مناصب لشکری بوده‌است. از این رو، از دیر باز «سرهنگ» را ساخته شده از دو واژه: «سر» (سردار) + «هنگ» («سپاه، لشکر»> پارسی میانه: hang «نیرو، زور») شمرده‌اند. چنانچه، فرهنگ «غیاث‌اللغات» به نقل از فرهنگ و واژه‌نامه‌های کهنتر «فرهنگ جهانگیری»، «برهان قاطع»، «فرهنگ رشیدی»، «بحر عجم»، «سرهنگ» را چنین تعریف کرده‌است: «کوتوال و وجه تسمیه آن که سر به معنی سردار و امیر و هنگ به معنی سپاه». «فرهنگ آنندراج» نیز در تعریف «سرهنگ» آورده‌است: «سردار و پیشرو لشکر و سپاه، چه هنگ به معنی سپاه نیز آمده».
واژهٔ «سرهنگ» را سال ۱۳۱۴ فرهنگستان زبان ایران با پیشنهاد انجمن واژه‌گزینی ارتش شاهنشاهی ایران به معنای «فرمانده هنگ» جایگزین درجهٔ «کلنل» (از فرانسوی: colonel‎) کرد. همزمان اصطلاح «هنگ» نیز با پیشنهاد انجمن واژه‌گزینی، جایگزین اصطلاحات عربی «فوج» و فرانسوی «رژیمان» (از فرانسوی: régiment‎) شد.
| درجه‌های ارتش ایران | درجه‌های ارتش ایران | درجه‌های ارتش ایران |
| نیروها             | نیروها             | نیروها             |
| زمینی و هوایی      | دریایی             |                    |
| ------------------ | ------------------ | ------------------ |
| ارتشبد             | دریابد             |                    |
| سپهبد              | دریاسالار          |                    |
| سرلشکر             | دریابان            |                    |
| سرتیپ              | دریادار            |                    |
| سرتیپ دوم          | دریادار دوم        |                    |
| سرهنگ              | ناخدا یکم          |                    |
| سرهنگ دوم          | ناخدا دوم          |                    |
| سرگرد              | ناخدا سوم          |                    |
| سروان              | ناوسروان           |                    |
| ستوان ۳، ۲ و ۱     | ناوبان ۳، ۲ و ۱    |                    |
| استوار ۲ و ۱       | ناواستوار ۲ و ۱    | ناواستوار ۲ و ۱    |
| گروهبان ۳، ۲ و ۱   | مهناوی ۳، ۲ و ۱    | مهناوی ۳، ۲ و ۱    |
| سرجوخه             | سرناوی             | سرناوی             |
| سرباز ۲ و ۱        | ناوی ۲ و ۱         | ناوی ۲ و ۱         |
| سرباز              | ناوی               | ناوی               |

| درجه‌های سپاه پاسداران انقلاب اسلامی | درجه‌های سپاه پاسداران انقلاب اسلامی | درجه‌های سپاه پاسداران انقلاب اسلامی |
| نیروها                              | نیروها                              | نیروها                              |
| نیروهای زمینی،هوافضا و قدس          | نیروی دریایی                        |                                     |
| ----------------------------------- | ----------------------------------- | ----------------------------------- |
| ارتشبد پاسدار                       | دریابد پاسدار                       |                                     |
| سپهبد پاسدار                        | دریاسالار پاسدار                    |                                     |
| سرلشکر پاسدار                       | دریابان پاسدار                      |                                     |
| سرتیپ پاسدار                        | دریادار پاسدار                      |                                     |
| سرتیپ دوم پاسدار                    | دریادار دوم پاسدار                  |                                     |
| سرهنگ پاسدار                        | ناوسالار یکم پاسدار                 |                                     |
| سرهنگ دوم پاسدار                    | ناوسالار دوم پاسدار                 |                                     |
| سرگرد پاسدار                        | ناوسالار سوم پاسدار                 |                                     |
| سروان پاسدار                        | ناوسروان پاسدار                     |                                     |
| ستوان یکم پاسدار                    | ناوبان یکم پاسدار                   |                                     |
| ستوان دوم پاسدار                    | ناوبان دوم پاسدار                   |                                     |
| ستوان سوم پاسدار                    | ناوبان سوم پاسدار                   |                                     |
| رزم‌دار یکم پاسدار                   | ناودار یکم پاسدار                   | ناودار یکم پاسدار                   |
| رزم‌دار دوم پاسدار                   | ناودار دوم پاسدار                   | ناودار دوم پاسدار                   |
| رزم‌آور یکم پاسدار                   | ناویار یکم پاسدار                   | ناویار یکم پاسدار                   |
| رزم‌آور دوم پاسدار                   | ناویار دوم پاسدار                   | ناویار دوم پاسدار                   |
| رزم‌آور سوم پاسدار                   | ناویار سوم پاسدار                   | ناویار سوم پاسدار                   |
| رزم‌یار                              | سرناوی                              | سرناوی                              |
| سرباز                               | ناوی                                | ناوی                                |

## پیشینه
سرهنگ همچون مقام نظامی نخستین بار در سپاه هخامنشیان (٥٥٠ - ٣٣٠ تا میلاد) پدید آمده و «هزاره‌بد» (پارسی باستان: hazārapati) نام داشته و فرمانده هنگ بود که «هزاره» (پارسی باستان: hazāra) خوانده می‌شد. هر هزاره از ۱۰ سده (پارسی باستان: θata) تشکیل می‌شد و هزار سرباز را در بر می‌گرفت. هر هزاره یا هنگ برای خود درفش (پارسی باستان: drafša) داشت. از این رو، هزاره در سپاه اشکانیان (۲۵۰ تا میلاد – ۲۲۴ میلادی)، که سازمان رده‌بندی دهدهی سپاه هخامنشیان را به کار گرفته بود، «درفش» (پارسی میانه: drafš) نام گرفته و سردار آن «درفش‌سالار» (پارتی: drafš-sālār) خوانده می‌شد.
در سپاه ساسانیان (٢٢٤ – ٦٥١ میلادی) نیز همین رده‌بندی و نامگذاری به کار می‌رفته، ولی هر درفش از دو وشت (پارسی میانه: «wašt») تشکیل می‌شد، که هر کدامی ۵۰۰ سرباز را در بر می‌گرفت.
در پی شکست شاهنشاهی ساسانیان از مسلمانان و گسترش اسلام در ایران‌زمین، عرب‌ها برخی از اصطلاحات نظامی ایرانی را وام گرفتند. چنانچه، «عسکر» از laškar، «جند» از gund و «فیج» از payg (پیاده) در پارسی میانه وام گرفته شده‌اند، ولی اصطلاح «درفش» با اصطلاح عربی «فوج» جایگزین شد.
اصطلاح «هنگ» را سال ۱۳۱۴ فرهنگستان زبان ایران با پیشنهاد انجمن واژه‌گزینی ارتش شاهنشاهی ایران، جایگزین  اصطلاحات عربی «فوج» و فرانسوی «رژیمان» (از فرانسوی: régiment‎) کرد. همزمان واژهٔ «سرهنگ» نیز با پیشنهاد انجمن واژه‌گزینی ارتش به معنای «فرمانده هنگ» جایگزین درجهٔ «کلنل» (از فرانسوی: colonel‎) شد.

## نام و نشان درجه سرهنگی در برخی از کشورهای جهان

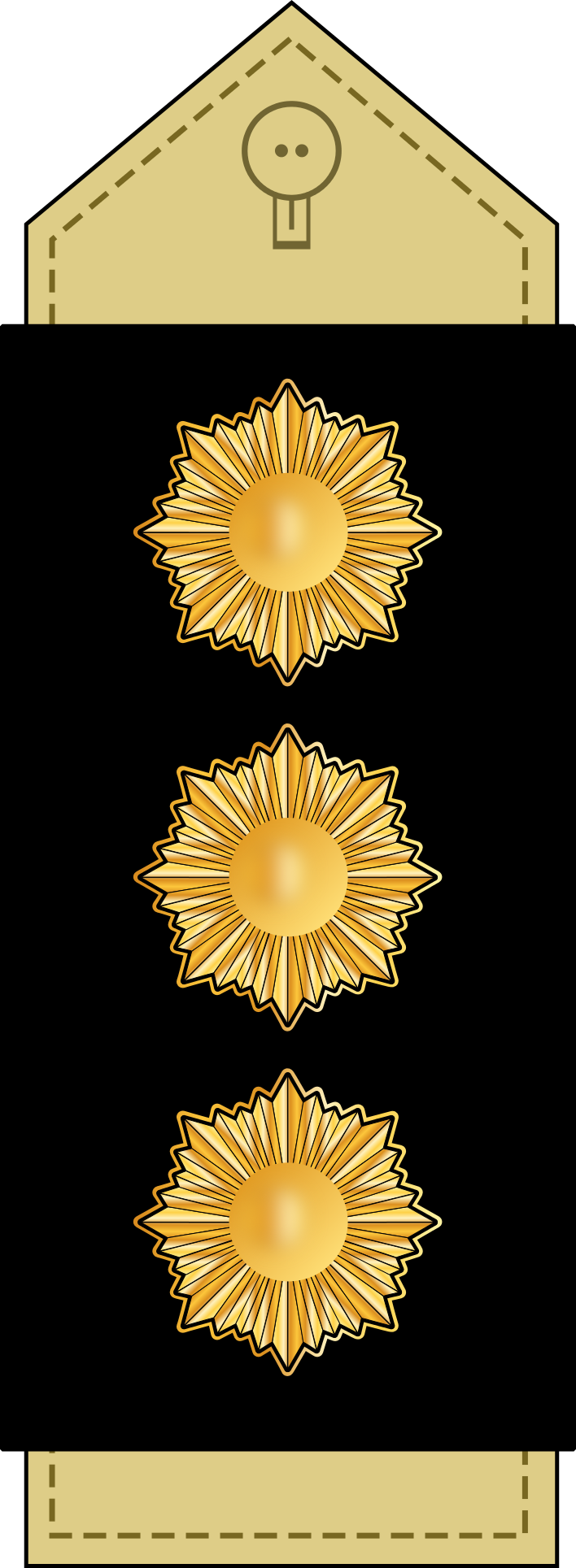
نشان سرهنگ نیروی زمینی ارتش جمهوری اسلامی ایران
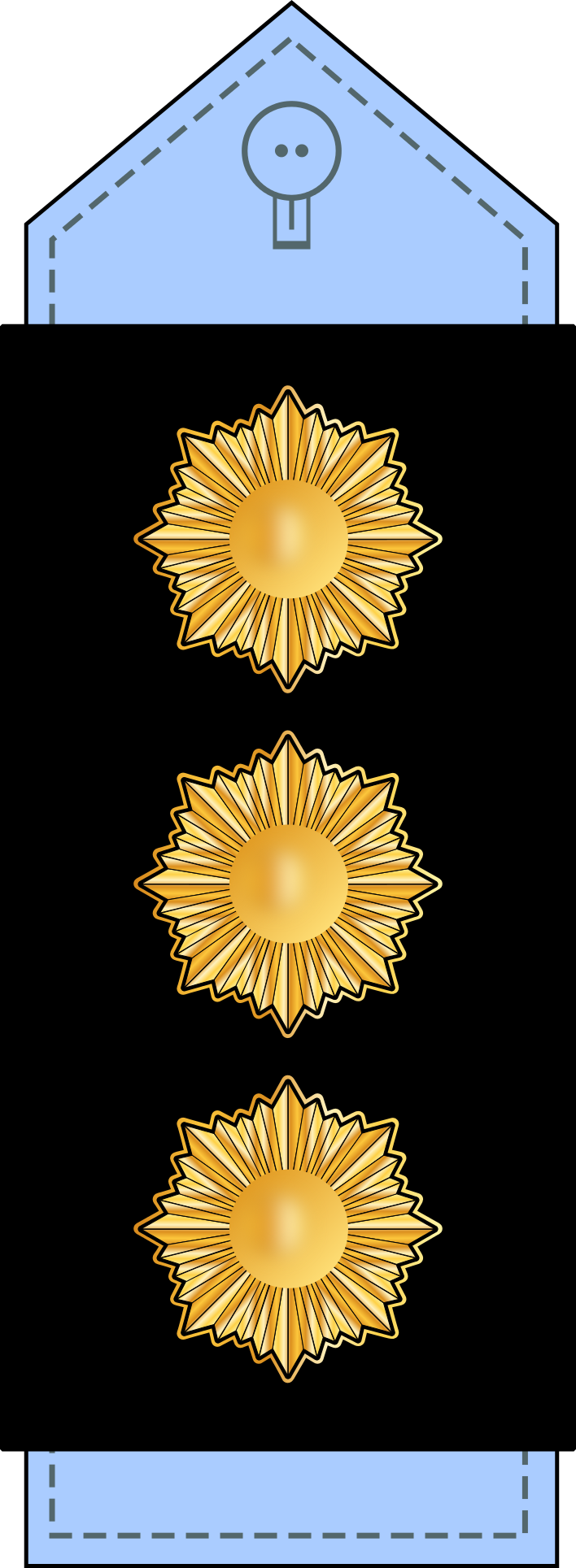
نشان سرهنگ نیروی هوایی ارتش جمهوری اسلامی ایران
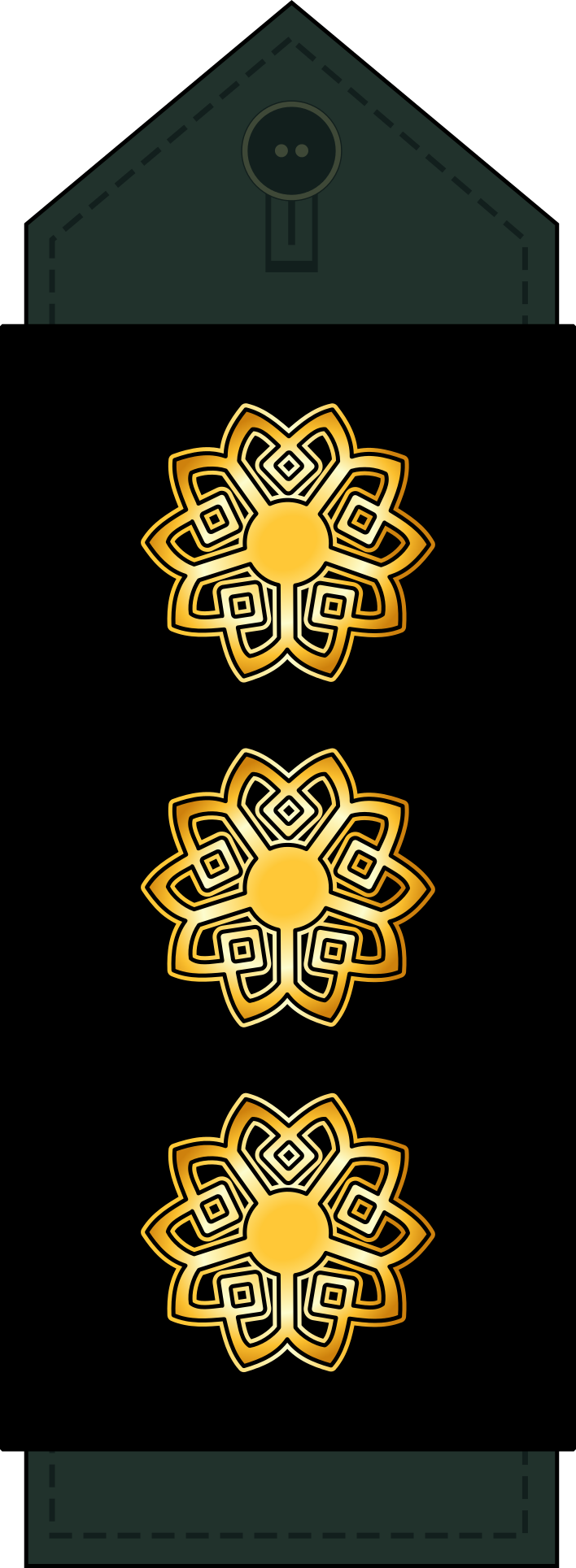
نشان سرهنگ سپاه پاسداران انقلاب اسلامی
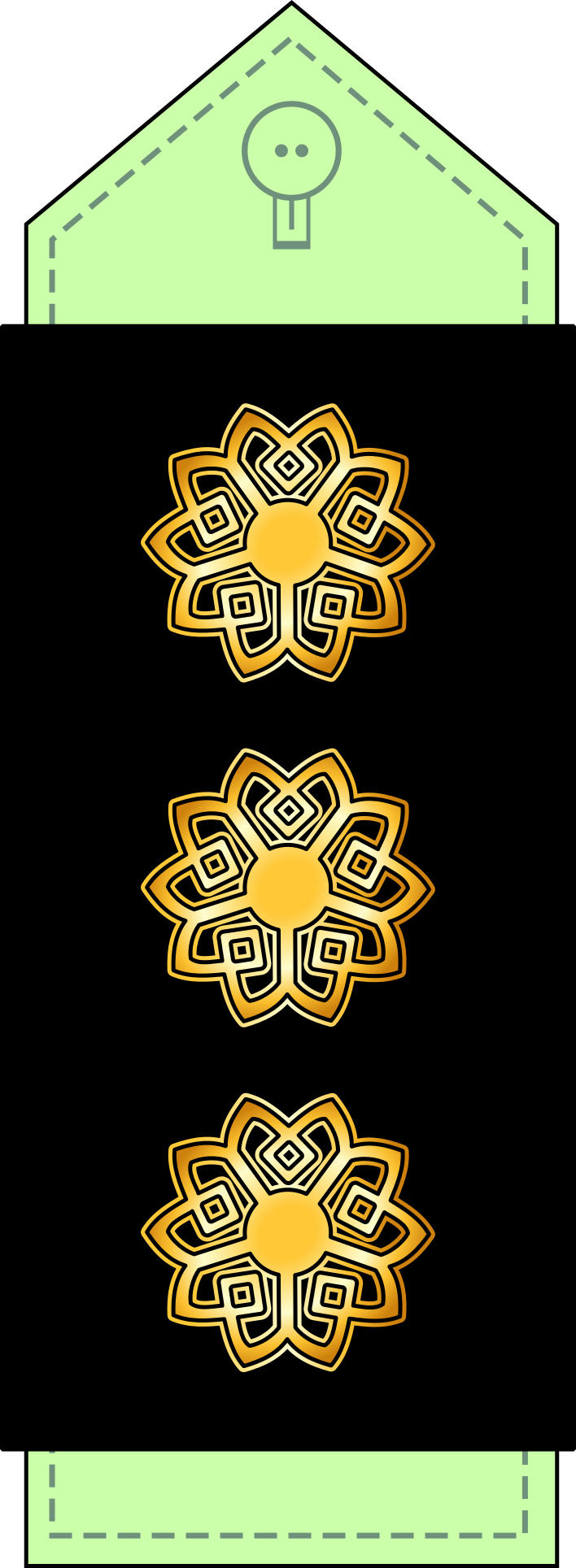
نشان سرهنگ نیروی انتظامی جمهوری اسلامی ایران
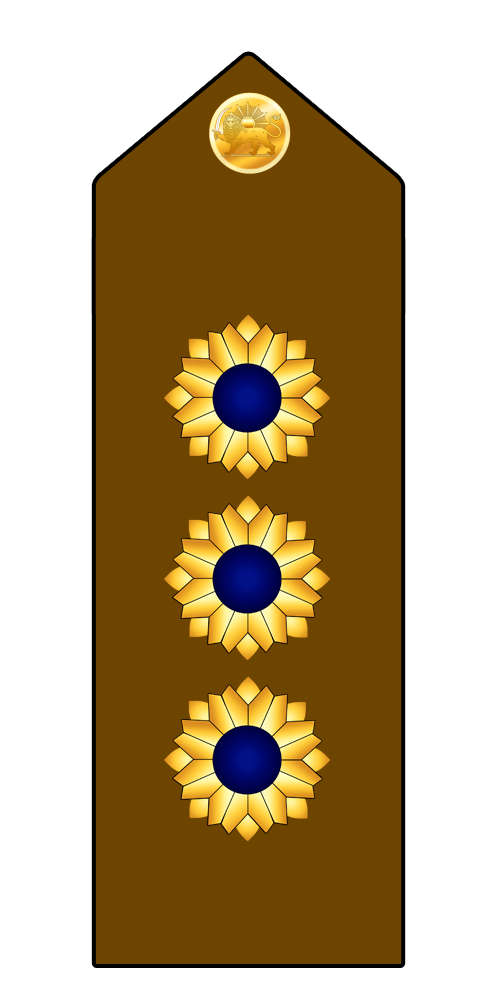
نشان سرهنگ نیروی زمینی ارتش شاهنشاهی ایران
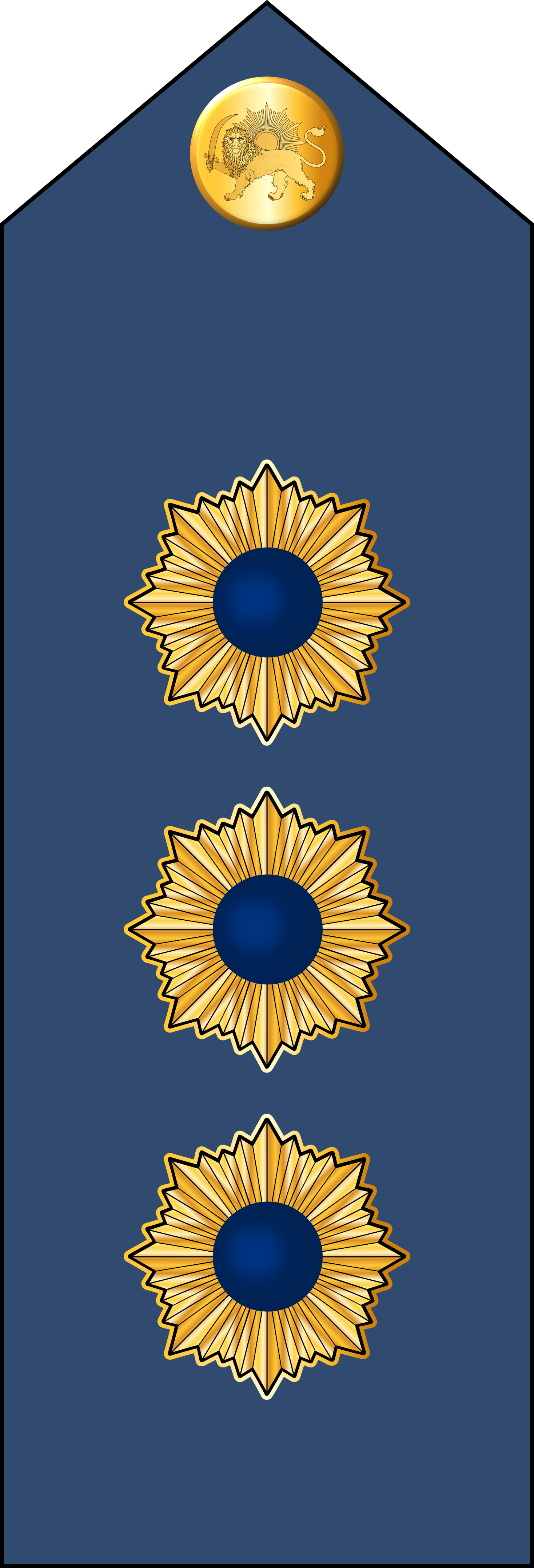
نشان سرهنگ نیروی هوایی ارتش شاهنشاهی ایران
نشان سرهنگ در ارتش افغانستان (دگروال)
Australia
Bangladesh
Belgium
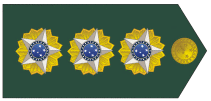
Brazil (Coronel)
Canada
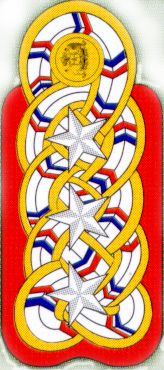
Chile (Coronel)
China (Shang Xiao, 上校)
Colombia (Coronel)
Czech Republic ( Plukovník )
Dominican Republic
Finland (Eversti)
France